# 菅原新
菅原 新（すがわら しん、1983年1月2日 - ）は、日本の元陸上競技選手。専門種目は100m。宮城県登米市出身。南方町立南方中学校、仙台育英学園高等学校、仙台大学卒。クレーマートラッククラブに所属していた。現在は仙台育英学園高等学校の教員。

## 経歴
- 中学時代は全日本中学、ジュニアオリンピックの100mで2冠、幅跳びも7m台とマルチな選手だったが、高校時代（仙台育英）は不振が続き、日本ジュニアの3位が最高でインターハイは決勝にも残れなかった。
- 仙台大学2年時の日本インカレでは100mで3位、スーパー陸上5位などで完全復活したが、翌2003年、左腕の開放骨折に続き左足のアキレス腱を完全断裂。1年のリハビリ生活を乗り越え2004年は10秒36の自己ベストを更新し4位、奇跡の復活をみせた。
- クレーマージャパンに所属時、2006年日本選手権で3位、2007年全日本実業団2位、東日本実業団2連覇など活躍、しかし、2009年に突然の引退。教員免許を取得し、仙台育英学園高等学校に赴任。
- 現在[いつ?]は母校の仙台育英の教諭・陸上競技部ヘッドコーチとして活動中、今は亡き、池田実コーチの後を引き継ぐと同時に県内の小学生、中学生、高校生だけでなく指導者育成の講習会においても活動中、宮城県の陸上普及活動を行っている。